# Zsolt Páles
Zsolt Páles (ur. 6 marca 1956 w Sátoraljaújhely) – węgierski matematyk, profesor Uniwersytetu w Debreczynie. W pracy naukowej zajmuje się równaniami i nierównościami funkcyjnymi, analizą wypukłą i badaniami operacyjnymi.

## Życiorys
Stopień doktora uzyskał w 1982 na Uniwersytecie w Debreczynie, promotorem jego doktoratu był Zoltán Daróczy.
Swoje prace publikował m.in. w „Aequationes Mathematicae”, „Journal of Mathematical Analysis and Applications”, „Acta Mathematica Hungarica”, „Proceedings of the American Mathematical Society” „Journal of Convex Analysis”, „SIAM Journal on Optimization” i „Transactions of the American Mathematical Society”. Redaktor kilku czasopism, w tym redaktor naczelny „Aequationes Mathematicae”.
Członek Węgierskiej Akademii Nauk.  
Wypromował 14 doktorów. 